# Bujaraloz
Bujaraloz (aragónul Burcharaloz) település Spanyolországban,  Zaragoza tartományban. Bujaraloz Caspe, Sástago, Pina de Ebro, La Almolda, Valfarta és Peñalba községekkel határos. Lakosainak száma 953 fő (2024).

## Népesség
A település népessége az utóbbi években az alábbiak szerint változott:
| Lakosok száma | 1003 | 1002 | 1022 | 1048 | 1054 | 1021 | 1001 | 985  | 1013 | 953  |
|               | 2001 | 2004 | 2007 | 2009 | 2012 | 2014 | 2017 | 2019 | 2022 | 2024 |